# Teatro di Corte di Meiningen
Il Teatro di Corte di Meiningen, oggi Meininger Staatstheater (Teatro statale di Meiningen), è un teatro in quattro divisioni nella città di Meiningen in Turingia.

## Storia
Il teatro offre teatro musicale (opera, operetta, musical), teatro, concerti e teatro delle marionette. Il programma è ulteriormente arricchito dall'inclusione delle esibizioni di balletto prodotte ed eseguite dal Landestheater Eisenach. L'orchestra collegata al teatro è la Meininger Hofkapelle (Orchestra di Corte di Meiningen). Fino al 2017 il teatro ha operato come "Südthüringisches Staatstheater" (Teatro di Stato della Turingia meridionale) prima di cambiare il suo nome in Meininger Staatstheater (Teatro statale di Meiningen). È finanziato congiuntamente dallo stato, dalla città e dalla contea di Schmalkalden Meiningen sotto l'egida della Fondazione culturale Meiningen-Eisenach, Turingia.
Meiningen ha avuto un ruolo importante nella nascita del moderno teatro di regia, grazie alla compagnia dei Meininger, che fecero tournée in tutta Europa negli anni dal 1874 al 1890. Tra il 1880 e il 1914 la Meininger Hofkapelle fu diretto da Hans von Bülow, Richard Strauss, Wilhelm Berger e Max Reger. Per questi motivi la regione della Turingia che ha nominato Meiningen "Theaterstadt" (città del teatro).